# U.S. Route 17
U.S. Route 17 (ou U.S. Highway 17) é uma autoestrada dos Estados Unidos.
Faz a ligação do Sul para o Norte. A U.S. Route 17 foi construída em 1926 e tem 1 189 milhas (1 914 km).

## Principais ligações
Autoestrada 4 em Orlando

 Autoestrada 95 em Jacksonville

 Autoestrada 16 em Savannah

 Autoestrada 26 em Charleston

 Autoestrada 40 em Wilmington

 Autoestrada 64 em Newport News

 US 50 em Winchester